# Biełsat TV
Biełsat TV (biał. Белсат, ros. Белсат, ang. Belsat) – stacja telewizyjna nadająca w językach białoruskim, rosyjskim i ukraińskim, uruchomiona 10 grudnia 2007 roku jako środek przekazu dostarczający rzetelnej informacji oraz propagujący na Białorusi rodzimą kulturę i język. Kanał jest częścią Telewizji Polskiej i od początku współfinansuje go polskie Ministerstwo Spraw Zagranicznych przy wsparciu międzynarodowych donatorów.

## Misja
Biełsat zapewnia Białorusinom dostęp do niezależnej informacji o sytuacji w ich kraju i w państwach byłego ZSRR, rzetelnej wiedzy o własnej historii oraz oferty kulturalnej i rozrywkowej w ich ojczystym języku. Służy budowaniu więzi pomiędzy demokratycznymi społeczeństwami Europy a Białorusią i innymi krajami postsowieckimi oraz wspieraniu procesów demokratyzacyjnych w tych państwach.

## Finansowanie
Kanał Biełsat otrzymał co najmniej 210 mln zł finansowania z budżetu państwa polskiego do 15 maja 2020.

## Sposób nadawania

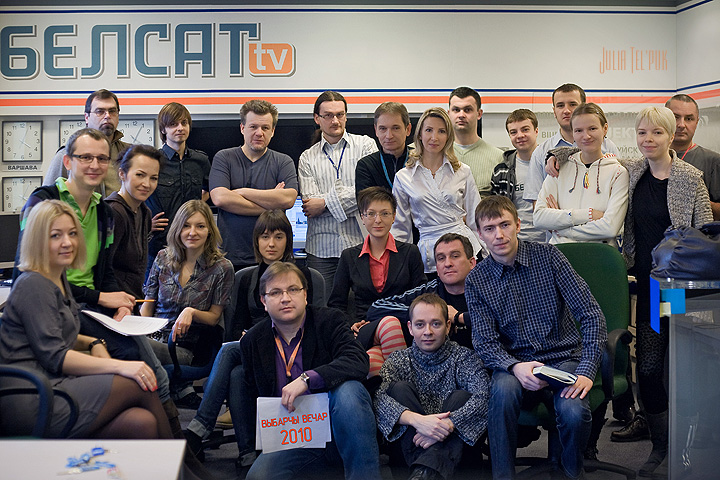
Zespół telewizji Biełsat TV, grudzień 2010 r.

### Satelita i sieci kablowe
Biełsat nadaje w jakości HD przez satelitę Astra 4A, który pokrywa zasięgiem europejską część dawnego ZSRR. Na Ukrainie jest dostępny w większości sieci kablowych. W Polsce mogą go oglądać użytkownicy ok. 20% sieci kablowych. Na Białorusi nie jest dostępny w kablówkach, ani na platformach cyfrowych ze względu na zakaz białoruskich władz.

### Internet
Program stacji jest nadawany na żywo na stronie belsat.eu, kanale stacji na platformie YouTube, a także w aplikacji VOD BelsatSmart dla telewizorów z systemami operacyjnymi Android i iOS. W aplikacji БелсатТВ dla tabletów i smartfonów z Androidem i iOS można program oglądać na żywo oraz czytać najnowsze wiadomości z dołączonymi materiałami wideo.
Biełsat jest również obecny na platformie Soundcloud. W kanale Belsat Music dostępne są nagrania utworów pochodzących z programów muzycznych stacji.

### Sieci społecznościowe
Biełsat posiada swoje profile w większości popularnych portali społecznościowych, takich jak: Facebook, Twitter, Instagram, TikTok, Telegram, Odnoklassniki, VKontakte i Linkedin.

## Oglądalność

### Telewizja
Według badania agencji badań społecznych Mia Research przeprowadzonego na zlecenie stacji w maju 2019 na próbie 1515 osób w wieku od 18 do 64 lat, oglądalność Biełsatu wynosiła 13% dorosłych Białorusinów. Rozpoznawalność marki w od 2015 do 2019 roku wzrosła z 27% do 40%.
Duże zmiany nastąpiły także w sposobie odbioru sygnału stacji. Tradycyjny, z użyciem zestawu do odbioru telewizji satelitarnej, jest zastępowany przez nowe technologie. 85% badanych przez Mia Research zadeklarowało w maju 2019 roku, że ogląda programy stacji w Internecie; tylko 18% przez antenę satelitarną, 55% za pośrednictwem komputera stacjonarnego lub laptopa, a 40% na smartfonach. Z technologii Smart TV korzystało 8% widzów, pomimo że w badanym okresie platforma stacji była dopiero w fazie rozruchu.

### Strona internetowa belsat.eu
W porównaniu do lat ubiegłych zwielokrotniła się aktywność internautów na stronie firmowej stacji redagowanej obecnie w czterech językach: białoruskim, rosyjskim, angielskim i polskim. W maju 2019 roku witryna miała 1 290 042 unikalnych użytkowników i 12 083 368 odsłon według Google Analytics, nie ustępując popularnością innym, niezależnym mediom na Białorusi, np. Radiu Svaboda czy Naszej Niwie – internetowej gazecie redagowanej po białorusku. Średnia dzienna aktywność na stronie wynosiła w tym okresie 68 153 użytkowników.

### Media społecznościowe
Profile stacji na portalach społecznościowych takich, jak Facebook, Twitter, Instagram, TikTok, Telegram, Odnoklassniki, VKontakte i Linkedin, są prowadzone w pięciu językach. W kwietniu 2021 roku miały łącznie 775 tys. użytkowników. W tym samym czasie dziesięć kanałów tematycznych Biełsatu na platformie YouTube miało łącznie ponad milion subskrybentów. Belsat News jako jedyny białoruskojęzyczny kanał w serwisie przekroczył w kwietniu 2019 r. liczbę 100 tys. subskrybentów, a rok później rosyjskojęzyczny „Vot tak” skierowany do widzów z byłego ZSRS – liczbę 200 tys. W czerwcu 2021 r., również ze 100 tys. użytkowników, dołączył do nich kanał Belsat life. YouTube przyznał tym trzem kanałom Biełsatu nagrodę Srebrnego Przycisku.

### Profil widza
W maju 2019 roku 25% widzów Biełsatu było zwolennikami integracji europejskiej. Mniejszość, bo 17%, optowała za dalszą integracją z Rosją. Ponad połowa podała jako najważniejszy wyznacznik tożsamości obywatelstwo Białorusi; 20% – patriotyzm lokalny.
85% widzów Biełsatu miało pozytywny stosunek do Polski. 50% kojarzyło Polskę z Europą, 25% – z dobrobytem, 22% – z demokracją, a 55% z miejscem robienia zakupów.

## Czas nadawania
Od 3 marca 2025 roku kanał Biełsat będzie nadawany 24 godziny na dobę ze względu na wprowadzenie nowych formatów kanałów. Transmisję on-line można oglądać na stronie belsat.eu oraz na platformie YouTube. W przeszłości, w związku z kryzysem finansowym, zdarzało się okresowe skracanie dziennego czasu emisji.

## Historia

### Tworzenie kanału
Z inicjatywą stworzenia w ramach Telewizji Polskiej kanału satelitarnego adresowanego do widzów na Białorusi wyszła dziennikarka Agnieszka Romaszewska-Guzy. Stacja miała być odpowiedzią na wyrażane przez białoruskie środowiska demokratyczne zapotrzebowanie na stację telewizyjną niezależną od władz w Mińsku. Pomysł poparł polski rząd i szerokie spektrum sił politycznych w parlamencie. W rezultacie projekt stał się jednym z priorytetów polskiej polityki w dziedzinie współpracy międzynarodowej na rzecz demokracji i rozwoju społeczeństwa obywatelskiego. 20 czerwca 2006 Zarząd Telewizji Polskiej, kierowany przez Prezesa Zarządu Bronisława Wildsteina powołał komisję ds. przygotowania projektu kanału białoruskojęzycznego, w której skład weszli polscy i białoruscy ludzie mediów. Pierwotnie start stacji planowano na styczeń 2007 roku. 23 kwietnia 2007 roku między polską telewizją publiczną i Ministerstwem Spraw Zagranicznych RP została podpisana umowa o stworzeniu kanału „TV Białoruś”. Zarząd Telewizji Polskiej formalnie zatwierdził nową stację w swojej strukturze 17 lipca 2007 roku. TVP S.A. na jej stworzenie otrzymała 16 mln zł z budżetu państwa. Nowy kanał otrzymał nazwę „Biełsat”. Od początku stację wspierał finansowo szereg międzynarodowych donorów, z których najważniejsi to: SIDA (Szwecja), Nordycka Rada Ministrów, MSZ-y Norwegii, Holandii, Kanady. Rządy Wielkiej Brytanii i Irlandii oraz Departament Stanu USA. Biełsat rozpoczął nadawanie 10 grudnia 2007, w Międzynarodowym Dniu Praw Człowieka. Dyrektorem została pomysłodawczyni, Agnieszka Romaszewska-Guzy.

### Groźby likwidacji
W sierpniu 2017 roku Ministerstwo Spraw Zagranicznych kierowane wówczas przez Witolda Waszczykowskiego obcięło dotację dla Biełsatu i zerwało umowę na finansowanie stacji. W związku z tym Jacek Kurski, prezes TVP wystąpił do kierownictwa MSZ z prośbą o informację, czy rząd zamierza utrzymać stację. Wobec braku odpowiedzi skierował to samo pytanie do premier Beaty Szydło. Przedstawiciele koalicji rządowej zadeklarowali utrzymanie kanału, a Ministerstwo Rozwoju zaangażowało się w prace. W lutym 2018 roku rząd zapowiedział przekazanie stacji środków na działanie do końca roku z rezerwy celowej MSZ. Zadeklarowano również, że od 2019 roku będzie możliwe przyznanie stacji stałego finansowania z budżetu resortu.
W marcu 2024 roku poinformowano zarząd Biełsatu o zmniejszeniu finansowania z 74 mln złotych w 2023 roku do 40 mln złotych w 2024. Kilka dni później Romaszewska, założycielka i dyrektor Biełsatu została odwołana z pełnionej funkcji i zwolniona z pracy w TVP. W listopadzie p.o. dyrektora Alaksiej Dzikawicki złożył wniosek o rozwiązanie umowy o pracę, motywując to niechęcią złożenia podpisu pod likwidacją Biełsatu. 15 listopada 2024 roku likwidator TVP oficjalnie zlikwidował Biełsat TV – jednostkę organizacyjną TVP pod tą nazwą. Nowym redaktorem prowadzącym białoruskojęzycznej redakcji Ośrodka Mediów dla Zagranicy w ramach TVP World została Alina Kouszyk. Od 3 marca 2025 roku zaczął działać kanał w nowym formacie, podzielony na trzy programy (Belsat, Vot Tak i Slava).

## Współpraca instytucjonalna
Biełsat TV jest częścią TVP S.A., która razem z Ministerstwem Spraw Zagranicznych go finansuje, jak również zapewnia infrastrukturę produkcyjną. Od początku istnienia kanał korzystał ze wsparcia finansowego szeregu instytucji, m.in. Swedish International Development Cooperation Agency (SIDA), Nordyckiej Rady Ministrów, resortów dyplomacji Norwegii, Holandii, Kanady i Litwy, rządów Wielkiej Brytanii i Irlandii oraz Departamentu Stanu USA.

Instytucje medialne takie, jak Radio Free Europe / Radio Liberty działające na rynku białoruskim pod nazwą Radio Svaboda oraz Deutsche Welle udostępniały Biełsatowi wybrane programy. 

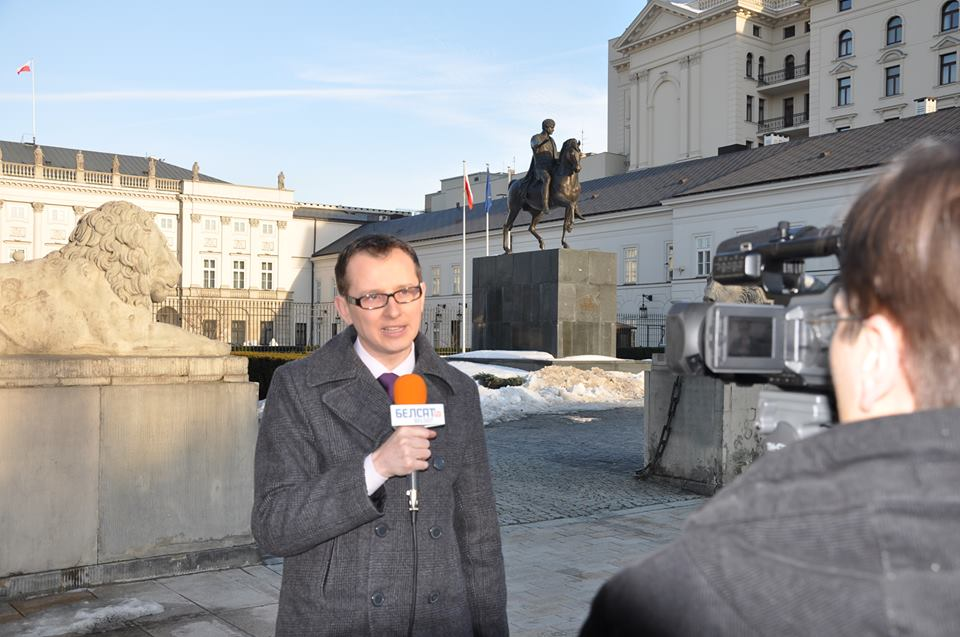
Siarhiej Padsasonny prowadzi relację sprzed Pałacu Prezydenckiego w Warszawie

Obecnie strategicznymi partnerami instytucjonalnymi Biełsatu są:
- Ambasada Królestwa Niderlandów w Warszawie, sponsorująca m.in. szkolenia dla pracowników Biełsatu oraz badania oglądalności;
- British Broadcasting Corporation, która udostępnia Biełsatowi nieodpłatnie swoje produkcje telewizyjne – seriale fabularne i edukacyjne, produkuje materiały do rosyjskojęzycznego serwisu Biełsatu „Vot tak” oraz prowadzi szkolenia dla pracowników i kadry zarządzającej;
- European Endowment for Democracy, finansująca niektóre produkcje programowe Biełsatu[25];
- National Democratic Institute for International Affairs (NDI), który współfinansował cykl debat „Terytorium prawdy”;
- Organized Crime and Corruption Reporting Project – stowarzyszenie dziennikarzy śledczych współpracujące z autorami programu „Wyjaśnijmy to”;
- Thomson Reuters w zakresie wsparcia merytorycznego reformy organizacyjnej Biełsat TV, szkoleń dla pracowników stacji oraz współfinansowania programów Terytorium Prawdy i wydań specjalnych „Świat i my”;
- W ramach propagującej język białoruski kampanii społecznej „Biełaruskamouny” („Białoruskojęzyczny”) Biełsat współpracuje z organizacjami i instytucjami takimi, jak m.in. centrum kulturalne Art Siadziba, białoruski Pen Centre (członek międzynarodowego P.E.N. Clubu) i Światowy Związek Białorusinów „Baćkauszczyna”.

## Zespół
W czerwcu 2008 roku stacja zatrudniała ok. 100 osób w Polsce i na Białorusi. Obecnie jej zespół liczy ponad 300 pracowników i współpracowników: Polaków, Białorusinów, Ukraińców, Rosjan, Kazachów i in. Kanał posiada dwa oficjalne przedstawicielstwa – w Mińsku i Kijowie oraz sieć korespondentów, pracujących m.in. w Berlinie, Brukseli, Wilnie, Pradze oraz Erywaniu.

## Logo
| Data wprowadzenia | Opis | Ilustracja |
| ----------------- | --- | ---------- |
| 10 grudnia 2007   | Napisy "БЕЛСАТ", pomarańczowy kwadrat z napisem "tv" i kolejny napis "BELSAT"                                                                                           |            |
| 2016              | Podobne do poprzedniego, dodano niebieski prostokąt z napisami "БЕЛСАТ", pomarańczowy kwadrat z napisem "tv" i kolejny napis "BELSAT"                                   |            |
| 10 grudnia 2022   | Na ekranie logo jest używane. Podczas programów informacyjnych ("Właśnie tak", "Obiektyw", "Studio Belsat") dodano kolejne teksty w kwadracie niebieskim: "BEL" i "SAT" |            |

## Stosunek białoruskich władz

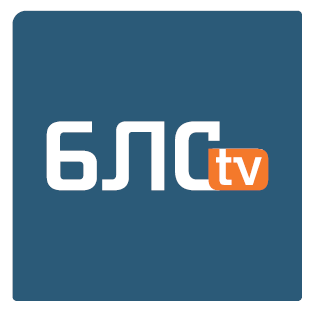
Alternatywny logotyp

Już 26 kwietnia 2007 roku prezydent Białorusi, Alaksandr Łukaszenka nazwał projekt „głupim i nieprzyjaznym”. Kolejne działania władz białoruskich potwierdziły kurs polityczny wyznaczony przez Łukaszenkę, czego przejawem były cztery oficjalne odmowy rejestracji Biełsatu na Białorusi. Konsekwencją braku akredytacji są permanentne represje wobec dziennikarzy stacji pracujących w tym kraju. Za wykonywanie obowiązków zawodowych spędzili oni w aresztach łącznie 125 dni, a kwota grzywien nałożonych na nich wyniosła do lipca 2019 r. 94 296 USD.
W 2017 r. doszło do przeszukania w mińskim biurze stacji, podczas którego skonfiskowano sprzęt komputerowy. W tym samym roku zakazano Biełsat TV posługiwania się jej znakiem handlowym, który zdaniem sądu w Mińsku naruszał prawa przedsiębiorcy Andreja Bielakowa do zarejestrowanej na Białorusi nazwy firmy Belsat Plus. Od tego czasu reporterzy Biełsatu posługują się sprzętem oznakowanym logotypem alternatywnym, zawierającym nazwę stacji zapisaną przy użyciu samych spółgłosek – cyrylicznych „БЛС” oraz łacińskich „tv”.
Ostatnia rewizja w mińskim biurze Biełsatu miała miejsce w 2019 r., w związku ze sprawą o rzekome pomówienie przez dziennikarzy stacji szefa Państwowego Komitetu Ekspertyz Sądowych Andreja Szwieda.
Po wyborach prezydenckich w dniu 9 sierpnia 2020 r. rozpoczęły się na Białorusi represje wobec dziennikarzy, których ofiarami padło wielu współpracowników Biełsatu, na przykład Kaciaryna Andrejewa i Darja Czulcowa zostały oskarżone o naruszanie porządku publicznego i zatrzymane przez wiele miesięcy. Oprócz nich zatrzymano reporterów innych telewizji. Według doniesień Biełsatu, w 2021 roku sąd białoruski ukarał też trzecią dziennikarkę kanału za „nielegalny wyrób produkcji medialnych”, czyli za reportaż uliczny.
27 lipca 2021 r. rzeczniczka prasowa białoruskiego MSW poinformowała, że sąd dzielnicy Czyhunacznaja w Homlu uznał, iż Biełsat zamieszcza treści ekstremistyczne w Internecie. 4 sierpnia 2021 r. białoruski resort informacji wpisał na krajową listę materiałów ekstremistycznych „produkty informacyjne” stacji oraz samą jej nazwę. W listopadzie 2021 roku Ministerstwo Spraw Wewnętrznych ogłosiło Biełsat formacją ekstremistyczną. Utworzenie takiej formacji lub udział w niej jest na Białorusi przestępstwem.
W styczniu 2023 roku Daria Łosik, żona Ihara Łosika, została skazana na dwa lata więzienia za udzielenie wywiadu dla kanału pod artykułem kryminalnym dotyczącym propagowania działalności ekstremistycznej. Jesienią 2022 roku wszczęto postępowanie karne za wywiad dla kanału przeciwko Natalii Susłowej, matce białoruskiego ochotnika Pawła „Wołata” Susłowa, który zginął w akcji na Ukrainie.

## Stosunek rosyjskich władz
Jesienią 2024 roku Biełsat został uznany w Rosji za „organizację niepożądaną”.

## Stosunek Unii Europejskiej i USA
Parlament Europejski czterokrotnie wzywał w swych rezolucjach do wsparcia Biełsatu przez Unię Europejską. 20 stycznia 2011 roku poświęcił szczególną uwagę wspieraniu niezależnych mediów białoruskich, w tym Biełsat TV. Eurodeputowani wezwali Komisję Europejską, „aby wspierała wszelkimi środkami finansowymi i politycznymi wysiłki białoruskiego społeczeństwa obywatelskiego i organizacji pozarządowych na Białorusi, mające propagować demokrację i przeciwstawiać się reżimowi”. Rezolucja apeluje równocześnie do KE o wstrzymanie współpracy z białoruskimi mediami państwowymi i zaprzestanie udzielania im pomocy.
W styczniu 2012 roku prezydent USA Barack Obama podpisał „Ustawę o demokracji i prawach człowieka na Białorusi” (Belarus Human Rights and Democracy Act). Wytycza ona główne priorytety amerykańskiej polityki zagranicznej wobec Białorusi, a także wsparcie niezależnych mediów, w tym Biełsat TV.
W kwietniu 2019 roku OBWE potępiło przeszukanie w biurze Biełsatu w Mińsku. W maju 2019 Przedstawiciel OBWE ds. wolności mediów Harlem Désir wyraził rozczarowanie i niepokój z powodu prześladowania dziennikarzy pracujących na Białorusi bez akredytacji. Była to reakcja na skazanie szóstki dziennikarzy Biełsatu na wysokie grzywny.

## Krytyka
W początkowym okresie kanał telewizyjny Biełsat krytykowany był przez niektórych ekspertów jako przykład kosztownego projektu o niskiej efektywności. Ich zdaniem, w porównaniu z innymi programami pomocowymi wspierającymi społeczeństwo obywatelskie na Białorusi, siła oddziaływania kanału była niewielka, przy nieproporcjonalnie wysokich kosztach jego utrzymania. Kanał pozostawał niedostępny lub nieznany dla znacznej większości jego potencjalnych odbiorców. Krytykowana była także niska jakość programów telewizyjnych i poziom wiedzy pracujących tam dziennikarzy. Alena Rakawa, ekonomistka i ekspertka Ośrodka Badawczego Instytutu Prywatyzacji i Zarządzania w Mińsku, w jednej ze swoich analiz w 2009 roku podkreślała brak przejrzystych kryteriów wyboru kadr i zawartości merytorycznej kanału – nie przeprowadzano żadnego otwartego konkursu ani publicznej debaty na ten temat. Zdaniem Rakawej, dyskusyjną też była decyzja o nadawaniu w języku białoruskim.
W 2008 roku białoruski kulturolog i analityk kina Maksim Żbankou nazwał Biełsat propagandowym, prowincjonalnym i powierzchownym. Jego zdaniem, kanał dostał na początku ogromny kredyt zaufania od białoruskiego widza, ale nie zdołał przez rok swego istnienia z powodzeniem go wykorzystać. Żbankou uważał, że kanał miał charakter niszowy i był atrakcyjny tylko dla osób o ukształtowanych już, opozycyjnych poglądach. Wytykał też cały szereg innych wad: brak jasno określonej polityki informacyjnej, brak skutecznej sieci reporterów, chaotyczny rozkład programów, oderwane od rzeczywistości serwisy informacyjne ukazujące sytuację wyłącznie z punktu widzenia opozycji, kiepskiej jakości ofertę artystyczną, w tym skierowaną do młodzieży (domorosłe teledyski, wyprodukowane za trzy złote w kuchni mamy, idiotyczne pytania do gości, komsomolski zapał i zwyczaj śmiania się z własnych żartów). Żbankou konkludował, że w ówczesnym kształcie Biełsat nie stwarzał zagrożenia dla władzy Łukaszenki. W odpowiedzi na zarzuty dyrektorka Biełsatu Agnieszka Romaszewska-Guzy wyjaśniła, że specyficzną tematykę wiadomości wybierali samodzielnie białoruscy dziennikarze, kanał spotykał się z poważnymi problemami z pracą na Białorusi, a brak innych niż opozycyjne punktów widzenia wynikał z odmowy komentarzy ze strony przedstawicieli władz. Niska jakość programów była natomiast usprawiedliwiona, ponieważ Biełsat miał być także miejscem zdobywania doświadczenia dla młodych białoruskich dziennikarzy.
Do 6 grudnia 2010 roku krytykowano również decyzję o nadawaniu wyłącznie z mało popularnego na Białorusi satelity Astra 1KR. Obecnie kanał nadaje również z powszechnie używanego tam satelity Astra 4A (dawna nazwa „Sirius 4”).

## Programy
- Belsat Music Live: Przegląd najciekawszych zespołów na współczesnej białoruskiej scenie muzycznej. Popularni dziennikarze Mira Szulc oraz Siarhiej Budkin rozmawiają z artystami o ich twórczości i wraz z zaproszonymi do studia widzami słuchają wykonywanych na żywo utworów[49]. (program archiwalny)
- Bez akredytacji (biał. Без акрэдытацыі): Cotygodniowa, autorska audycja Zmiciera Mickiewicza o najważniejszych wydarzeniach na Białorusi oraz na świecie; komentarze, analiza i dyskusje z udziałem znanych dziennikarzy, publicystów i blogerów.
- Bez retuszu (Без рэтушы): Cykl reportaży realizowanych przez niezależnych twórców, ukazujący współczesną Białoruś. Widzowie mają możliwość zobaczyć prawdziwe życie prawdziwych ludzi – ich radości i smutki, problemy i pasje; najlepsze reportaże bez zbędnych słów i retuszu.
- Białoruski Świat (Беларускі свет): Program prezentujący losy Białorusinów, mieszkających poza granicami kraju. Szczególną uwagę autorzy poświęcają osobom, które po wydarzeniach 2020 roku były zmuszone wyemigrować z Białorusi. Program realizuje Redakcja Biełsat TV w Białymstoku[50].
- Daty prawdy (Даты праўды): Cykl programów Wiaczasława Rakickiego poświęconych stuleciu państwowości białoruskiej, zapoczątkowanej w 1918 roku powstaniem Białoruskiej Republiki Ludowej. Każdy odcinek zawiera niepublikowane wcześniej nagrania i fotografie z prywatnych archiwów[51]. (program archiwalny)
- Ekonomia z Czałym (Эканоміка з Чалым): Autorski program znanego na Białorusi ekonomisty Siarheia Czałego, w którym prezentowane są dogłębne analizy procesów gospodarczych, politycznych i społecznych na Białorusi, które wpływają na sytuację ekonomiczną kraju i jego mieszkańców.
- Haj tak TV (Хай так TV): Audycja satyryczna pokazująca działanie fikcyjnego nielegalnego kanału telewizyjnego. Trzej prowadzący komentują bieżące wydarzenia i zapraszają do studia znanych Białorusinów, by rozmawiać z nimi na nietypowe tematy[52].
- Hardkorowa kreskówka (Жэстачайшы мульт): Animowany serial satyryczny Jurija Chaszczewackiego, pokazujący w krzywym zwierciadle funkcjonowanie państwa białoruskiego pod rządami Alaksandra Łukaszenki oraz relacje jego administracji z resztą świata[53].
- Intermarium: Autorski program Pawła Mażejki. Zapraszani przez niego historycy i publicyści dyskutują na najtrudniejsze tematy wspólnej historii krajów Europy Środkowo-Wschodniej oraz omawiają ich wpływ na obecne relacje międzynarodowe[54].
- Każdy z nas (Кожны з нас): Sztandarowy talk-show Biełsatu prowadzony przez znanego białoruskiego działacza społecznego Hleba Łabadzienkę. Zaproszeni do studia goście w każdym odcinku dyskutują na inny z tematów, które aktualnie rozpalają emocje Białorusinów[55]. (program archiwalny)
- Labirynty (Лабірынты): Cykl programów historycznych zrealizowanych w stylu fabularyzowanego dokumentu. Każdy odcinek opowiada o mało znanych epizodach z życia najważniejszych białoruskich literatów i intelektualistów, żyjących w pierwszej połowie XX wieku[56].
- Mam prawo (Мaю прaвa): Cotygodniowy program interwencyjny, w którym dziennikarze wraz z ekspertami z różnych dziedzin szukają rozwiązań dla problemów, z którymi bezskutecznie, niekiedy całymi latami, borykają się obywatele Białorusi[57].
- Mowa na nowo (Мова Нанова): Telewizyjna odsłona popularnych na Białorusi kursów popularyzujących język białoruski wśród osób na co dzień posługujących się rosyjskim. Każdy odcinek prezentuje słownictwo z wybranej dziedziny.
- Nad Niemnem (Над Нёмнам): Jedyna polskojęzyczna audycja na antenie stacji, emitowana z białoruskimi napisami. Autorzy relacjonują wydarzenia z życia polskiej mniejszości na Białorusi i odwiedzają miejsca związane z polską historią i kulturą. Program produkowany przez TVP Polonia[58].
- Nie będę tego jeść (ros. Я не буду это есть): Popularni szefowie kuchni Olga Prigarova i Aleksandr Chikileuski w pełni wykorzystując swoje zawodowe umiejętności pomagają gościom – znanym postaciom białoruskiego i ukraińskiego show-businessu – uporać się z kulinarnymi traumami z dzieciństwa[59]. (program archiwalny)
- Nieprawdziwe wiadomości (ros. Лукавые новости): Audycja w języku rosyjskim, poświęcona fake newsom. Autorzy analizują przekazy medialne zarówno w państwowych, jak i w prywatnych mediach, a później pokazują, gdzie miała miejsce manipulacja, gdzie niedopowiedzenie, a gdzie podano informację całkowicie nieprawdziwą.
- Nieznana Białoruś (biał. Невядомая Беларусь): Cykl filmów dokumentalnych zrealizowanych na zlecenie Biełsat TV, pokazujących historię i współczesność Białorusi. Produkcje te wielokrotnie zdobywały nagrody na polskich i zagranicznych festiwalach.
- Obiektyw (Аб’ектыў): Sztandarowy, nadawany na żywo serwis informacyjny Biełsat TV, ukazujący się na antenie codziennie od początku istnienia stacji. Prezentuje materiały o aktualnych wydarzeniach przede wszystkim z Białorusi i Europy Środkowo-Wschodniej[60].
- Osobisty kapitał (Асабісты капітал): Praktyczny program poradnikowy, z którego widz może się dowiedzieć o tym, jak najefektywniej zapanować nad budżetem rodzinnym oraz w jaki sposób globalne procesy ekonomiczne wpływają na stan jego portfela[61]. (program archiwalny)
- Rozmowa (Размова): Wieczorna audycja publicystyczna emitowana od poniedziałku do czwartku. Prowadzący – znani komentatorzy polityczni Swiatłana Kalinkina, Uładzimir Mackiewicz i Vital Cyhankou omawiają z gośćmi najistotniejsze, aktualne wydarzenia na Białorusi[62].
- Studio Biełsat (Студыя «Белсат»): Prowadzony na żywo blok informacyjny nadawany od poniedziałku do piątku. W jego skład wchodzą stałe rubryki, m.in. wiadomości, prognoza pogody, informacje sportowe, przegląd białoruskich mediów, prezentacja wydarzeń kulturalnych i omówienie najnowszych technologii.
- Szczerze mówiąc (Шчыра кажучы): Bohaterami audycji są członkowie aparatu państwowego Alaksandra Łukaszenki, którzy zgodzili się odpowiedzieć dziennikarzom na trudne pytania. Tematami kolejnych odcinków są represje, fałszerstwa wyborcze, praca resortów siłowych czy państwowa propaganda.
- Świadkowie (Сведкі): Cykl filmów dokumentalnych Wiaczasława Rakickiego poświęconych walce o niepodległą Białoruś w latach osiemdziesiątych i dziewięćdziesiątych XX wieku oraz w pierwszej dekadzie wieku XXI. O historycznych wydarzeniach opowiadają uczestniczący w nich działacze społeczni i polityczni. (program archiwalny)
- Świat i my (ПраСвет): Program analityczny pod redakcją Aliny Kouszyk i Siarhieja Pielasy. Felietony filmowe przybliżają najważniejsze wydarzenia tygodnia na świecie, a obecni w studiu eksperci omawiają je przez pryzmat interesów państwa oraz narodu białoruskiego[63].
- Właśnie tak (ros. Вот так): Codzienny, emitowany na żywo serwis informacyjny w języku rosyjskim, przeznaczony dla mieszkańców obszaru postsowieckiego. Program posiada sieć korespondentów w Federacji Rosyjskiej, Ukrainie, Kazachstanie i Armenii[64]. Powstaje we współpracy z rosyjską redakcją BBC.
- Terytorium prawdy (ros. Территория правды): Dwa cykle debat międzynarodowych z udziałem ekspertów. Pierwszy był poświęcony rosyjskim wyborom prezydenckim w 2018 roku; drugi – przypadającemu na 2019 dwudziestoleciu poszerzenia NATO o kraje Europy Środkowo-Wschodniej[65]. (program archiwalny)
- Welcome na Białorusi (biał. Welcome ў Беларусь): Emitowany w okresie letnim program o obcokrajowcach, którzy znalazłszy się z różnych powodów na Białorusi, odkrywają dla siebie ten kraj i konfrontują dotychczasową wiedzę o nim z doświadczeniami codziennego życia[66]. (program archiwalny)
- Wędrówki po Grodzieńszczyźnie (Вандроўкі па Гарадзеншчыне): Widzowie razem z prowadzącym Alaksiejem Szotą zwiedzają mało znane miejsca historyczne na Grodzieńszczyźnie – siedziby miejscowej arystokracji i szlachty, kościoły i cerkwie oraz pozostałości kultury żydowskiej[67].
- Wieczorna szpila (Вечаровы шпіль): Satyryczny przegląd wydarzeń tygodnia, jakie miały miejsce w krajach Wspólnoty Niepodległych Państw. Prowadzący Aleś Karnijenka wybiera z nich najzabawniejsze i najbardziej absurdalne, by je bezlitośnie skomentować[68].
- Wiersze (Вершы): Krótkie audycje prezentujące awangardowe aranżacje klasycznych utworów autorstwa białoruskich poetów. Występują w nim byli aktorzy Narodowego Teatru Akademickiego im. Janki Kupały w Mińsku, zwolnieni z pracy za udzielenie poparcia protestom społecznym po sfałszowanych wyborach prezydenckich w 2020 roku.
- Ustalmy fakty (Давайце разбірацца): Program Stanisława Iwaszkiewicza dotyczący korupcji na Białorusi. Powstaje we współpracy z Międzynarodowym Konsorcjum Dziennikarzy Śledczych, mającym na koncie m.in. ujawnienie afery Panama Papers.
- Zagadki białoruskiej historii (Загадкі беларускай гісторыі): Autor i prowadzący – historyk Alaksandr Kraucewicz popularyzuje wśród widzów dzieje Białorusi, jeżdżąc po kraju i omawiając nieznane szerzej publiczności wydarzenia, nieraz planowo pomijane na lekcjach w białoruskich szkołach[69].

## Nagrody
Praca dyrekcji i zespołu Biełsatu nieraz spotykała się z uznaniem ze strony organizacji społecznych, mediów oraz zrzeszeń dziennikarskich. Agnieszkę Romaszewską–Guzy i jej współpracowników za działalność w imię polskiej racji stanu odznaczono nagrodą im. Jerzego Giedroycia, a magazyn ekonomiczny Home & Market przyznał szefowej Biełsatu tytuł Menedżera Roku. Agnieszka Romaszewska-Guzy została również uhonorowana tytułem Europejczyka Roku 2013 przez europejskie wydanie międzynarodowego miesięcznika Reader’s Digest, którego laureatami są ludzie działający na rzecz poprawy losu innych.